# Música de Madagascar

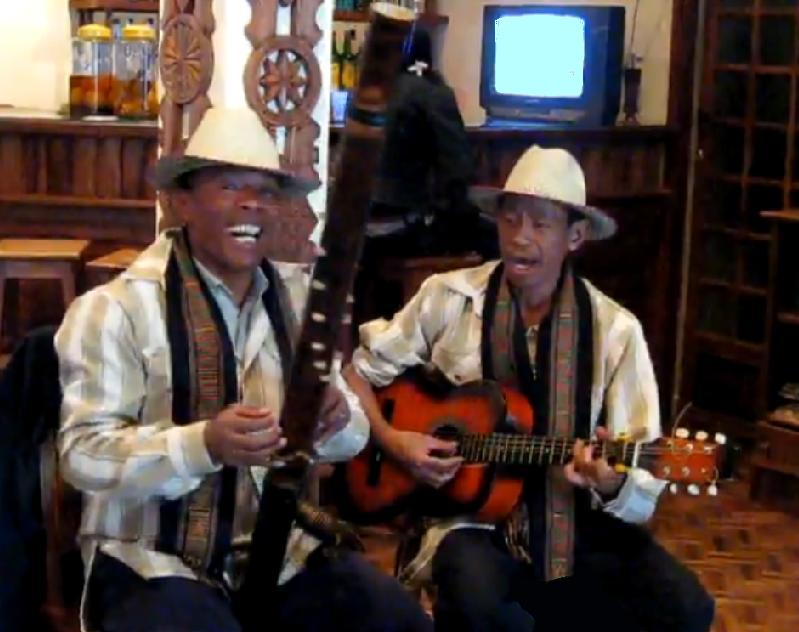
Músicos malgaches tocando valiha y guitarra acústica

La música muy diversa y distintiva de Madagascar ha sido moldeada por las tradiciones musicales del sudeste asiático, África, Arabia, Inglaterra, Francia y Estados Unidos debido a las sucesivas oleadas de colonos que han hecho de la isla su hogar. Los instrumentos tradicionales reflejan estos orígenes: la mandolina y el kabosy deben su existencia a la introducción de la guitarra por los marinos árabes o europeos, el yembé se originó en África continental y la valiha, la cítara de bambú considerado el instrumento nacional de Madagascar, directamente se desarrolló de una forma anterior de la cítara llevada por los primeros pobladores austronesios.
La música malgache se pueden dividir en tres categorías: la música tradicional, contemporánea y popular. Estilos musicales tradicionales varían según la región y reflejan la historia etnográfica local. Por ejemplo, en las tierras altas, la valiha y estilos vocales más tenues son emblemáticos de la Merina, la etnia predominante austronesia que ha habitado la zona desde al menos el siglo XV, mientras que entre la población Bara del sur, que remontan su ascendencia al continente africano, sus tradiciones vocales a capela tienen gran parecido con el estilo de canto poliarmónico común en Sudáfrica. Instrumentos extranjeros como la guitarra acústica y el piano se han adaptado localmente para crear una forma única malgache de música. Estilos musicales malgaches contemporáneos como el salegy o tsapika han evolucionado a partir de estilos tradicionales modernizados por la incorporación de la guitarra eléctrica, bajo, batería y sintetizador. Muchos estilos occidentales de la música popular, incluyendo rock, gospel, jazz, reggae, hip-hop y folk rock, también han ganado en popularidad en Madagascar durante la segunda mitad del siglo XX.
La música en Madagascar se ha desempeñado diversas funciones sagradas y profanas. Además de su desempeño para el entretenimiento o la expresión creativa personal, la música ha jugado un papel clave en las ceremonias espirituales, eventos culturales y funciones políticas históricas y contemporáneas. A finales del siglo XIX, determinados instrumentos y tipos de música se volvieron principalmente asociados con castas o grupos étnicos, aunque estas divisiones han sido siempre fluidas y están en continua evolución.

## Música tradicional

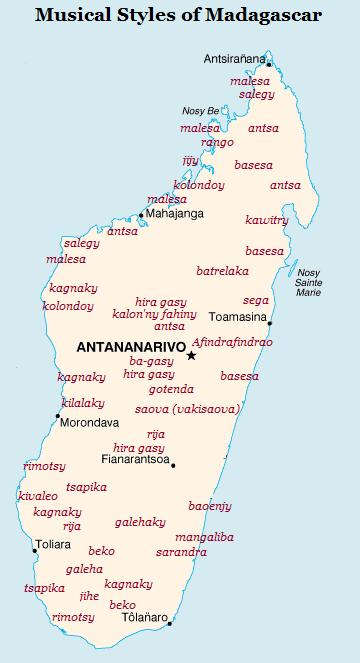
Distribución de las formas musicales malgaches

La música malgache es muy melódica y se distingue de muchas tradiciones del continente africano por el predominio del cordófono sobre los instrumentos de percusión. Instrumentos de música y estilos vocales que se encuentran en Madagascar representan una mezcla de elementos comunes generalizados y tradiciones muy localizadas. Un estilo vocal común entre los Merina y Betsileo del Reino de Imerina, por ejemplo, no se opone a las diferencias en la prevalencia de determinados tipos de instrumentos (la Valiha entre los Merina y los marovany y kabosy entre los Betsileo). Del mismo modo, la práctica de la tromba (entrar en un estado de trance, generalmente inducido por la música) está presente tanto en las costas este y oeste de la isla, pero los estilos vocales o instrumentos utilizados en la ceremonia varían regionalmente. La música en Madagascar tiende hacia las escalas musicales en modo mayor y escalas diatónicas, aunque la música costera hace uso frecuente de tonos menores, muy probablemente debido a las influencias árabes tempranas en los puertos costeros. La música malgache ha tenido una amplia gama de funciones sociales, espirituales y mundanas a través de los siglos.

### Tradiciones vocales
Tradiciones vocales en Madagascar son más a menudo politonales; estilos vocales del sur tienen gran parecido con el canto de Sudáfrica (como se ejemplifica por grupos tales como Salala o Senge), mientras que las armonías de Imerina, fuertemente incluidas en los últimos doscientos años por la música religiosa europea, son más una reminiscencia de las tradiciones vocales polinesios de Hawái u otras tradiciones polinesias. En Imerina, y en particular en el siglo XIX, la interpretación vocal por grandes grupos llamados antsa fue favorecida, mientras que en el sur y las regiones costeras occidentales el canto se realizó con más elaborada ornamentación y en pequeños grupos. La actuación musical en Madagascar a menudo ha sido asociada con funciones espirituales. La música es un componente clave para conseguir un estado de trance en los rituales espirituales de tromba (o bilo) practicados en varias regiones de la isla, ya que se cree que cada espíritu tiene una pieza preferida de música diferente. La asociación entre la música y los antepasados es tan fuerte en la costa oriental que algunos músicos pondrán ron, cigarros u otros objetos valiosos dentro de un instrumento (a través del agujero de tono, por ejemplo) como una ofrenda a los espíritus para recibir sus bendiciones. Del mismo modo, la música ha sido pieza central en la ceremonia famadihana (nuevo entierro periódico los restos de antepasados envueltos en un sudario).

### Instrumentos musicales
Los instrumentos en Madagascar fueron traídos a la isla por las sucesivas oleadas de colonos de todo el Viejo Mundo. Hace más de 1.500 años, los primeros pobladores de Indonesia trajeron los instrumentos más antiguos y emblemáticos, como la cítara (valiha) que se desarrolló en una forma de caja (marovany) distintiva de la isla. Colonos posteriores de la península arábiga y la costa oriental de África contribuyeron con los primeros laúdes, silbatos y otros instrumentos que se incorporaron en las tradiciones musicales locales en la mitad del siglo XVI. La influencia de los instrumentos y estilos musicales de Francia y Gran Bretaña comenzaron a tener un impacto significativo sobre la música en Madagascar por el siglo XIX.

#### Cordófono
El instrumento más emblemático de Madagascar, la valiha, es una cítara de bambú muy similar en forma a los utilizados tradicionalmente en Indonesia y las Filipinas. La valiha es considerado el instrumento nacional de Madagascar. Las cuerdas son tradicionalmente cortadas y levantadas de la superficie fibrosa de la caña de bambú, aunque una forma contemporánea en su lugar utiliza cables de freno de bicicleta como cuerdas para dar al instrumento un sonido más fuerte.
Las cuerdas pueden ser tocadas con las uñas de las manos, que se dejan crecer más largas para este propósito. El instrumento fue utilizado originalmente para los rituales y para la expresión artística creativa por igual. Sin embargo, a partir de mediados del siglo XIX, tocar el instrumento se convirtió en la prerrogativa de la aristocracia Merina a tal grado que poseer las uñas largas se convirtió en un símbolo de nobleza. Si bien la valiha tubular es la forma más emblemática del instrumento muy probablemente debido a su popularización por la aristocracia Merina en el siglo XIX, pero también existen otras formas de instrumento en toda la isla. En la región alrededor de la ciudad portuaria oriental de Toamasina, por ejemplo, valiha utilizada en ceremonias tromba puede adoptar una forma de caja rectangular llamada marovany. Mientras que algunas regiones construyen su marovany a partir de madera, cerca de Toamasina la caja está construida de láminas de metal con cuerdas mucho más gruesas y más pesadas que producen un sonido diferente del bambú y a los cables de freno de bicicleta.
 

El kabosy (o kabosa) es una simple guitarra con cuatro a seis cuerdas común en la Imerina del sur y este, sobre todo entre los grupos étnicos Betsimisaraka y Betsileo. La caja de resonancia, que es típicamente hoy cuadrada o rectangular, originalmente era de forma circular, primero hecha de un caparazón de tortuga y más tarde a partir de madera tallada en una forma redondeada. Mandolina y gitara son los nombres Antandroy de un cordófono popular similar al kabosy pero con cuerdas de hilo de nylon de pesca y cinco o siete trastes movibles que facilitan la modificación de afinación del instrumento.

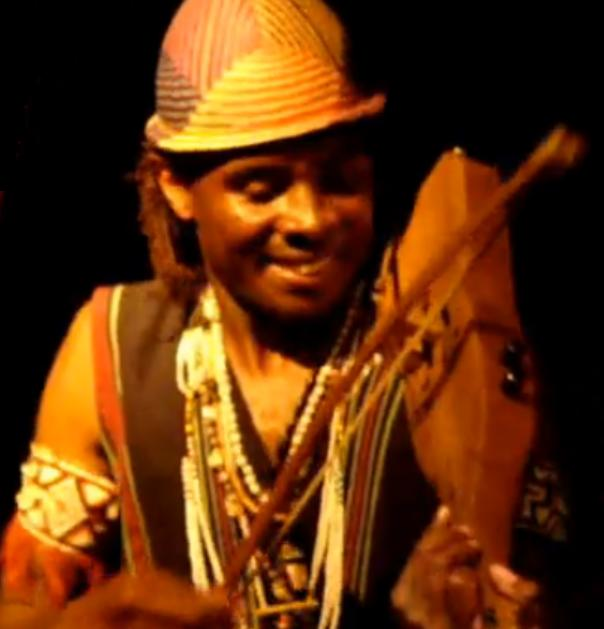
El Lokanga tocado por un miembro del grupo Vilon'androy

El voatavo jejy es un cordófono que tradicionalmente cuenta con dos cuerdas de sisal, tres trastes y un resonador de calabaza, aunque las versiones modernas pueden tener hasta once o trece cuerdas, normalmente de acero. Un máximo de cuatro de ellas se encadenan a los trastes, mientras que el resto se encadenan a lo largo a los lados del cuello y se tocan con los dedos en el acompañamiento a la melodía principal que se toca con un arco. Este más elaborado voatavo jejy es especialmente popular entre los Betsileo de la Imerina y los Betsimisaraka del sureste, que lo tocan como acompañamiento a sus poemas épicos cantados, llamados rija. En el Reino de Imerina del siglo XIX, el voatavo jejy fue considerado como un instrumento de esclavos, que se permitió sólo a los hombres maduros tocar. El Lokanga, un jejy evolucionado con la caja de resonancia tallada para asemejarse un violín de tres cuerdas, es muy popular entre los grupos étnicos del sur Antandroy y Bara. La forma más simple de instrumentos de esta familia es la lava jejy (arco musical), se cree que fue traído a Madagascar por colonos procedentes de África continental.
El piano fue presentado a la corte real de Merina en el siglo XIX por los enviados de la Sociedad Misionera de Londres, y poco después, los músicos locales comenzaron a crear sus propias composiciones para piano basadas en la técnica valiha. Composiciones para piano alcanzaron su pico con el estilo Kalon'ny Fahiny en los años 1920 y 1930 antes de disminuir en la década de 1940. En la actualidad, las composiciones de este período de pianistas compositores teatrales como Andrianary Ratianarivo (desde 1895 hasta 1949) y Naka Rabemananatsoa (1892 -1952) forman parte del canon de la música malgache clásica y aparecen en el repertorio de los estudiantes malgaches de piano.
Cuando la guitarra acústica moderna se popularizó por primera vez en Madagascar, fue adoptada por las clases bajas que se inspiraron en el estilo de piano Kalon'ny Fahiny pero para quienes la compra de un piano costoso estaba fuera de su alcance. Los primeros guitarristas adaptaron el estilo de piano (basado a su vez en el estilo valiha) a este nuevo instrumento de cuerda para crear un género que llegó a ser conocido como ba-gasy. Poco después, la guitarra fue ampliamente difundida en toda la isla, produciendo una explosión regional de distintos estilos de guitarra malgache inspirados en la música interpretada con instrumentos tradicionales de la zona. Finger picking es la técnica más popular y guitarristas experimentan frecuentemente con afinaciones originales para obtener el rango deseado. Una de las afinaciones más comunes bajan la sexta cuerda de E a C y la quinta cuerda de la A a la G, permitiendo así que el guitarrista capture una gama aproximada a la de un coro vocal. El estilo de la guitarra acústica de Madagascar ha sido promovido a nivel internacional por artistas como Erick Manana y artista Bara pionero Ernest Randrianasolo (más conocido por su nombre artístico D'Gary), que combina los ritmos de tsapiky con afinaciones innovadoras para aproximarse a los sonidos de la Lokanga, valiha y marovany.

#### Instrumentos de viento
La sodina, una flauta que se sopla por un extremo, se cree que es uno de los instrumentos más antiguos de la isla. Existe la sodina corta más común y conocida, alrededor de un pie de largo con seis agujeros para los dedos y uno para el pulgar y otra flauta similar de dos pies de largo con tres agujeros en el otro extremo. Ambos son de composición abierta y se tocan soplando en diagonal a través de la abertura. El maestro de sodina, Rakoto Frah, apareció en el billete de 1000 francos malgaches (200 Ariary) después de la independencia en 1960 y su muerte el 29 de septiembre de 2001 provocó luto nacional.

La caracola (antsiva o angaroa) es un antiguo instrumento similar que se cree fue traído por los colonos indonesios tempranos. Principalmente tocado por los hombres, cuenta con un agujero lateral al estilo polinesio y por lo general se reserva para usos rituales o espirituales en lugar de crear música para el entretenimiento. La flauta fipple es un aerófono sencillo traído a Madagascar después del 1000 de nuestra era por los inmigrantes de África.
El acordeón de dos octavas diatónico (gorodo), popular en Madagascar, se cree que ha sido importado por los colonizadores franceses después de 1896. En el siglo XX, el instrumento se realiza con frecuencia durante las ceremonias tromba de posesión de espíritus en un estilo llamado renitra. En la década de 1970, la renitra fue incorporada para la interpretación de la música salegy electrificada. Esta forma de acordeón también se integró en el desempeño de tsapika, mientras que también inspira el estilo utilizado por los guitarristas en estas bandas. A pesar de que hoy en día el sonido del acordeón es más a menudo replicado por un sintetizador en bandas salegy o tsapika debido al costo y la rareza del instrumento, los acordeones continúan manteniendo un lugar privilegiado en la interpretación de música ceremonial tromba. Artistas como los hermanastros Lego y Rossy han obtenido éxito como acordeonistas. Régis Gizavo trajo el estilo contemporáneo de renitra a la escena musical mundial, ganando varios premios internacionales por su interpretación de acordeón.
Una variedad de aerófonos europeos se introdujeron en el siglo XIX bajo la monarquía Merina. Estos especialmente incluyen cornetas (bingona) y clarinetes (mainty kely), y con menos frecuencia el trombón o el oboe (anjomara). Su uso actual se limita en gran medida a la Imerina y a las bandas gasy hira o mpilalao que tocan en Famadihana (entierros), circuncisiones y otras celebraciones tradicionales. Armónicas de metal y madera armónicas también se tocan.

#### Membranófonos
Varios tipos de membranófonos, tradicionalmente asociados con ocasiones solemnes,  se encuentran en toda la isla. En Imerina, bombos europeos (ampongabe) y farolas introducidos en el siglo XIX han sustituido un tambor (ampongan'ny ntaolo) tradicionalmente tocado para acentuar el discurso de un orador mpikabary durante una gasy hira u otras ocasiones formales donde el arte de oratoria Kabary se practica. Sólo los hombres pueden tocar el ampongabe, mientras que las mujeres y los hombres pueden tanto tocar el tambor langoroana más pequeño. El tambor hazolahy ("madera masculino") produce el sonido más profundo y se reserva para las ocasiones más importantes, como Famadihana, ceremonias de circuncisión y el antiguo festival del baño real.

#### Idiófonos
Maracas de bamboo (kaiamba) con semillas en el interior son esenciales para la interpertaciñon de tromba en la costa oriental de la isla, a pesar de que elementos modernos, como latas de insecticida vacías o de leche condensada llenas de guijarros toman cada vez más el lugar del bambú tradicional. Maracas de este tipo se utilizan en todo Madagascar, comúnmente en conjunto con tromba y otras ceremonias. Durante la época del comercio de esclavos, otra idiófono -un raspador llamado tsikadraha-fue popularizado en Madagascar después de haber sido importado allí desde Brasil, donde es conocida como un caracacha.
Las primeras formas de xilófono como el atranatrana se encuentran en toda la isla y se cree que han llegado a través de los colonos indonesios originales. El primero de éstos se toca únicamente por un par de mujeres, una de las cuales se sienta con las piernas extendidas juntas y las barras del xilófono descansando sobre sus piernas en lugar de en una caja de resonancia separada. Cada mujer golpea la atranatrana con un par de palillos, una mantiene el ritmo, mientras que la segunda toca una melodía. Las barras del xilófono, van de cinco a siete en número y están hechos de diferentes longitudes de una madera resistente a la putrefacción llamada hazomalagny. Un xilófono similar llamado katiboky todavía se toca en el suroeste en los grupos étnicos Vezo y Bara.

## Música contemporánea
La música contemporánea comprende composiciones de hoy en día que tienen sus raíces en estilos musicales tradicionales y han sido creados para fines de entretenimiento, por lo general con la intención de difusión masiva vía de casete, disco compacto, radio o internet. Las formas modernas de la música malgache pueden incorporar innovaciones tales como instrumentos amplificados o importados (guitarra eléctrica, en especial el bajo, sintetizador y batería), mezclar los sonidos de los instrumentos nuevos y tradicionales o utilizar los instrumentos tradicionales de manera innovadora. A medida que artistas contemporáneos adaptan su patrimonio musical en el mercado de hoy, se las arreglan para mantener el sonido melódico, cordofónico que distingue la música malgache tradicional de las tradiciones con percusiones de África.

### Reino de Imerina
En los años 1950 y 1960, una serie de bandas en Imerina(en el área entre y alrededor de Antananarivo y Fianarantsoa) estaban realizando covers de éxitos de Europa y América, o la adaptación de melodías africanas el público local. Madagascar consiguió su primer supergrupo en la década de 1970 con Mahaleo, cuyos miembros mezclaron sonidos tradicionales malgaches con el rock melódico con un gran éxito. Rossy surgió como una superestrella poco después, la adaptación de la instrumentación, ritmos y estilos vocales del gasy hira para crear un sonido radio-amigable claramente malgache. Su apoyo abierto y entusiasta por el entonces presidente Didier Ratsiraka aseguró a su banda presentaciones regulares asociadas con funciones presidenciales, y su banda llegó a definir la era Ratsiraka para muchos.
Otros músicos contemporáneos importantes de Imerina incluyen Justin Vali y Sylvestre Randafison, ambos interpretadores de Valiha; Rakoto Frah, que podía tocar dos sordinas simultáneamente; Solo Miral, guitarrista en el estilo de valiha; Tarika, una banda de fusión malgache con sede en Inglaterra; Olombelona Ricky, un solista, y Samoela, un artista de raíces cuyas críticas sociales y políticas contundentes impulsaron a su grupo a la popularidad.

### Estilos costeros
Distintas formas contemporáneas de la música, arraigadas en las tradiciones musicales locales, han surgido en las regiones costeras desde 1960. Principalmente surgieron dos estilos up-tempo de la música de baile que se han vuelto muy populares en todo Madagascar y han logrado el éxito: salegy, un estilo 6/8 que se originó en el noroeste alrededor de Mahajanga y Antsiranana y tsapika, un estilo 4/4 del suroeste de Toliara y Betroka. Otros estilos costeros clave incluyen basesa de Diego-Suárez y la costa noreste popularizado por Mika sy Davis, kilalaky de Morondava y el suroeste interior interpretado por grupos como Rabaza, mangaliba de la región sur Anosy, kawitry del noreste como popularizado por Jerry Marcoss, la tradición poliarmónica beko del sur interpretada por bandas como Senge y Terakaly y kwassa-kwassa y la música sega de la vecina isla de la Reunión y Mauricio. 

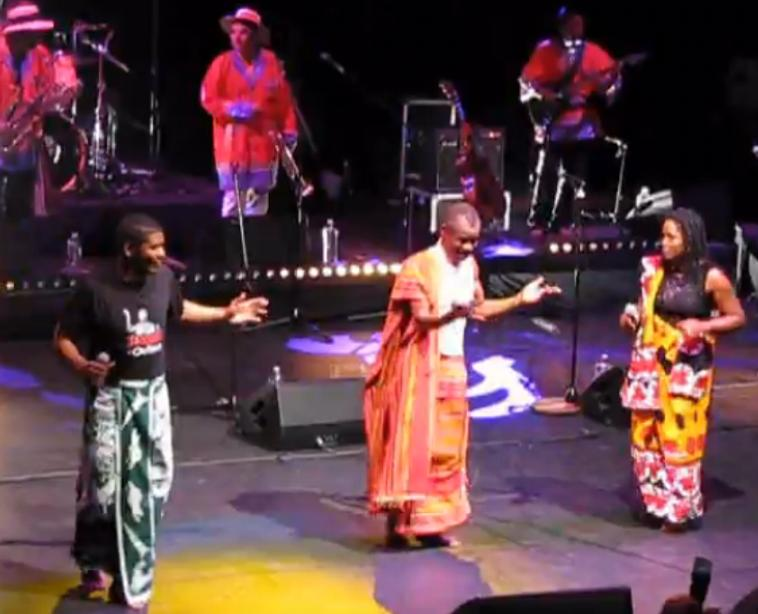
Jaojoby interpretando un salegy para una audiencia en París

Salegy:  Salegy hoy en día, se ha popularizado por los originadores como Jaojoby y Mily Clément o relativamente nuevos Ninie Doniah, Wawa, Vaiavy Chila o el Dr. JB y los Jaguares, es una forma funky, enérgica de la música de baile dominada por las guitarras eléctricas, acordeón ( real o sintetizado), y coros de llamada-y-respuesta polifónicos, propulsados por el bajo eléctrico pesado y una sección de percusión que típicamente incluye un kit de batería, djembe y maracas. Salegy representa una versión electrificada del estilo antsa que era tradicionalmente interpretado en los rituales de Betsimisaraka y Tsimihety por Mamá Sana. [
Además de sus puntos en común en el tempo, estilo vocal, y la tendencia hacia tonos menores (que algunos atribuyen a la influencia árabe, y que contrasta con el dominio de acordes mayores de la música de Imerina), Salegy comparte la estructura del antsa porque siempre cuenta con una sección central llamada folaka ("roto"), que es principalmente instrumental voz sirve solamente para inducir un baile más energético y durante el cual los cantantes (y el público) realizaran una intrincada poliarmónica de aplausos al ritmo de la música.
Tsapika: Al igual que el salegy, tsapika (o tsapiky) es una forma energética de la música de baile que se originó a partir de la música tradicional de la región suroeste alrededor de Toliara y que recientemente se ha adaptado a los instrumentos contemporáneos como guitarra eléctrica, bajo y batería. Generalmente, incluso más rápido que el salegy, esta música de 4/4 cuenta con un estilo de interpretación de guitarra inspirado en composiciones marovany tradicionales, pero la influencia de la música de la población sudafricana es evidente tanto en las guitarras y voces poliarmónicas, a menudo realizadas por cantantes femeninas que repiten variaciones en un corto estribillo a lo largo de la canción. La música Tsapika se realiza en todo tipo de ocasión ceremonial en el Sur, ya sea una celebración de cumpleaños, fiesta de la comunidad, o un funeral.[ Mientras salegy se había vuelto popular a nivel nacional por mediados de 1980 (algunos dirían la década de 1970), tsapika verdaderamente comenzó a reunir un nivel similar de apreciación generalizada a mediados de la década de 1990. No fue hasta el lanzamiento del 2000 del álbum recopilatorio "Tulear nunca duerme"  que el género alcanzó proyección internacional con una disquera importante. Esta compilación, sin embargo, presenta "tradicional" tsapika, como podría haber sido más comúnmente realizado en pueblos rurales hace veinte años, en lugar de las canciones de estilo amplificado, sintetizado y remezclado de las emisoras de radio realizadas por estrellas nacionales como Tearano, Terakaly, Jarifa y Mamy Gotso.
Hay muchos estilos más regionales de la música contemporánea que aún tienen que alcanzar el nivel de reconocimiento nacional alcanzado por salegy y tsapika así como hay muchos músicos de renombre nacional e internacional que se acercan las tradiciones musicales de las regiones costeras en sus composiciones. Destacan Hazolahy (una banda de raíces acústicas en gran parte del sudeste que toca mangaliba), D'Gary (un guitarrista acústico aclamado desde el Sur, cerca Betroka), y Toto Mwandjani (que popularizó la guitarra congoleña estilo ndombolo, y cuya banda realiza una fusión de estilos de baile malgaches y África Central/ Oriental).

### Música popular

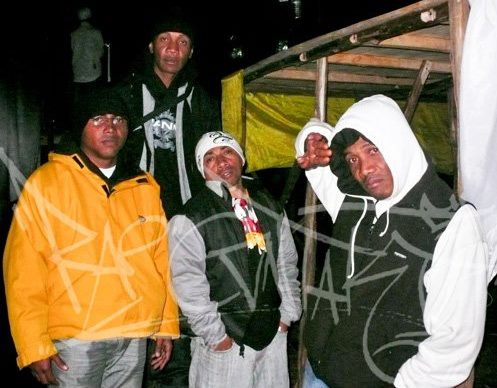
Da Hopp, los padrinos del hip hop Malagasy

Una amplia gama de estilos musicales extranjeros se han popularizado en Madagascar, incluida la chanson francesa interpretada por artistas como Poopy, reggae, música gospel y pop rock interpretados por bandas como Green y AmbondronA. Jazz ha sido popularizado por artistas como Nicolas Vatomanga. Hip hop malagasy se dio a conocer a mediados de los noventa y desde entonces ha disparado a la popularidad a través de artistas como Da Hopp y 18,3. Más recientemente bandas como Oladad están experimentando con la fusión de hip-hop y estilos musicales tradicionales malgaches e instrumentos.

## Interpretación de la música malgache

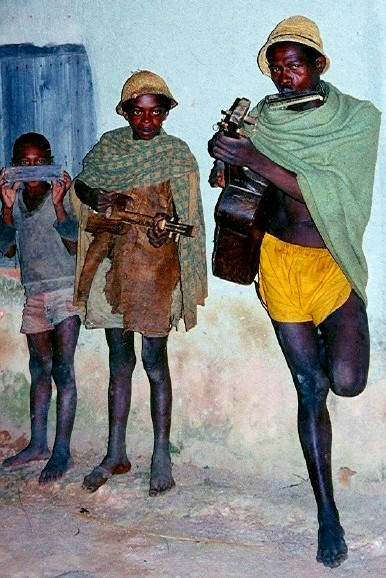
Agricultores Betsileos tocando la armónica, kabosy y guitarra

La música ha servido durante mucho tiempo una variedad de propósitos seculares y sagrados en Madagascar. Canciones pueden acompañar a las tareas diarias, proporcionar entretenimiento, preservar la historia o comunicar mensajes sociales y políticos. La música es igualmente esencial para la experiencia del ritual espiritual entre muchos grupos étnicos y religiosos de la isla.

### Interpretación secular
Entre algunos grupos étnicos la música ayuda a realizar una tarea repetitiva o ardua. Geo Shaw, un misionero en Madagascar en el siglo XIX, describe observar a los campesinos de Betsileo y Merina cantar en los campos de arroz, "sincronizar la música a los movimientos de su cuerpo, de modo que en cada nota acentuada plantan un tallo." Del mismo modo, las canciones pueden acompañar al remo de canoas en viajes largos. La música también puede acompañar a otra forma de entretenimiento, como canciones coreadas por los espectadores femeninos en los partidos de moraingy, una forma tradicional de lucha de cuerpo completo popular en las regiones costeras.
La preservación de la historia oral puede lograrse a través de la interpretación musical en Madagascar. Entre los Betsileo, por ejemplo, las historias orales son contadas a través de una forma de interpretación musical llamado rija, que en su forma actual puede representar una combinación de, rija un solo verso original y un poema épico llamado isa. El rija Betsileo se realiza por dos hombres que tocan un jejy mientras cantan en voz muy alta con notas en el rango de los soprano. Otros grupos étnicos del sur también realizan variaciones simplificadas del rija con, por ejemplo, un músico solista que rasguea en vez de usar un arco para tocar su instrumento de acompañamiento y canta en un tono más natural inferior. Mientras que la rija Betsileo puede abordar diversos temas, las realizadas por otros grupos del sur son casi siempre alabar canciones recordando un evento favorable memorable.
Estilos musicales endógenos pueden servir también como una forma de expresión artística, como en el altamente sincopado género ba-gasy de Imerina. El ba-gasy surgió junto con la introducción de la opereta francesa y la posterior aparición del teatro de Madagascar en el Teatro Municipal d'Isotry a finales de los años 1910. El estilo vocal utilizado en ba-gasy se caracteriza por el uso femenino de Angola, una ornamentación vocal con en un tono nasal, compensado por el fasiny (tenor) y una línea de Beno (barítono)cantada por los hombres. Ba-gasy inspiró el estilo musical de dueto Kaolon'ny Fahiny, popularizado en Imerina durante las últimas dos décadas de la época colonial, en la que la sensibilidad vocal ba-gasy se aplica a temas de amor y acompañada de una composición para piano sincopado u ocasionalmente la guitarra.
Actuación musical en el reino de Imerina asumió un papel netamente político y educativo a través de la hira gasy  (hira: Canción; gasy: malgache). El hira gasy es un espectáculo de un día de música, danza, y una forma estilizada de tradicional oratorio conocido como kabary realizado por un grupo o como una competencia entre dos o más compañías. Aunque los orígenes de la hira gasy son inciertos, la historia oral atribuye su forma moderna al del siglo XVIII de Merina Andrianampoinimerina, que al parecer empleaba músicos para reunir al público para los discursos reales y anuncios (Kabary) y para entretenerlos, ya que trabajaban en las obras públicas como la construcción de diques para el riego de los arrozales que rodean Antananarivo. Con el tiempo, estos músicos formaron compañías independientes que utilizaron y continúan utilizando la interpretación no amenazante para explorar temas sociales y políticos sensibles en el espacio público.

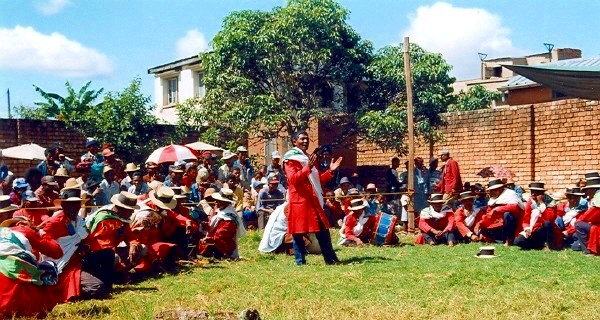
Presentación hira gasy de kabary en Antananarivo, 1999

Las compañías de hira gasy de hoy son los restos de una tradición de músicos de la corte que persistió hasta el final del siglo XIX. Bajo la reina Ranavalona III, la monarca final en la dinastía Merina, había tres grupos oficiales de músicos estatales: uno para la reina, uno para su primer ministro, y otro para la ciudad de Antananarivo. La compañía de la reina constaba de más de 300 músicos. Hasta que se abolió la esclavitud, músicos en estos grupos eran miembros de la clase del esclavo (andevo) dirigido por un Hova (Merina libre). Cada año en Navidad, los directores de cada grupo representarían una actuación ante la reina de una nueva composición original; la reina seleccionaría un ganador entre los tres. Mientras los músicos de la corte (y por tanto las primeras compañías jira gasy) originalmente utilizaban instrumentos tradicionales - principalmente, la sodina, voatavo jejy y tambores - En el transcurso del siglo XIX la influencia europea aumentó llevó a que los músicos de la corte y las compañías hira gasy por igual hicieran uso creciente de instrumentos extranjeros tales como violines, clarinetes, trombones y trompetas. La tradición del músico de la corte se extinguió con la abolición de la monarquía en Madagascar después de la colonización francesa, pero la tradición hira gasy ha continuado prosperando.
Los estilos musicales del extranjero se han fusionado con las tradiciones musicales malgaches preexistentes para crear sonidos claramente malgaches con raíces extranjeras. Un ejemplo de esto es la Afindrafindrao, una melodía basada en la contradanza francesa que fue popularizada en la corte de Madagascar en el siglo XIX. Una forma específica de pareja de baile acompaña a esta pieza, en la que los bailarines se forma una larga cadena de parejas hombre-mujer con la mujer en el frente de cada par, mirando ambos hacia adelante de la mano mientras se avanza al ritmo de la música. Desde sus orígenes como una danza cortesana, la afindrafindrao hoy es una tradición por excelencia de Madagascar realizada en el inicio de un evento social o un concierto para dar inicio a las festividades.

### Interpretación religiosa
La música es un elemento común de los rituales espirituales y ceremonias en toda la isla. Por ejemplo, los miembros de compañías hira gasy están invitados tradicionalmente para presentarse en las ceremonias de entierro de Famadihana Madagascar central. En las regiones costeras, la música es crucial para ayudar a un médium a entrar en un estado de trance durante un ritual tromba. Mientras se está en un trance, el médium está poseído por un espíritu ancestral. Se cree que cada espíritu prefieré una canción o un estilo particular de la música y no entrará en el médium a menos que la pieza adecuada sea interpretada en la ceremonia.
Misioneros británicos de la Sociedad Misionera de Londres (LMS) llegaron en Antananarivo en 1820 durante el reinado del rey Radama I. La difusión posterior del cristianismo en Madagascar se acopló con la introducción de solfeo a medida que los misioneros desarrollaron cantos en lengua malgache para su iglesia naciente. La primera ola de misioneros se vio obligado a salir de Madagascar bajo Ranavalona I en 1836, pero los himnos que desarrollaron se convirtieron en himnos para los primeros conversos malgaches perseguidos bajo las políticas tradicionalistas de la Reina. En 1871, un misionero LMS (J. Richardson) mejoró el ritmo y la armonía de estos himnos originales, que fueron influenciados considerablemente por estilos musicales europeos como contradanzas y valses. Originalmente, la música religiosa fue interpretada por esclavos sentados en grupos de cuatro a cinco en el frente de la iglesia. Por la década de 1870 un estilo más europeo de la congregación se había aprobado con todos los miembros de la iglesia poniéndose de pie para cantar juntos.